# Corte dei Miracoli (album)
Corte dei Miracoli è il primo album in studio pubblicato in attività dell'omonimo gruppo musicale italiano. Il disco è uscito per la prima volta nel 1976 per l'etichetta discografica Grog.

## Il disco
L'album è caratterizzato da melodie spiccatamente orientate verso il rock sinfonico, che si collocano appieno nel solco del grande rock progressivo italiano. Alcune somiglianze possono essere trovate con il Banco del Mutuo Soccorso e con Le Orme. Lo stile del gruppo tuttavia è originale, con brani dominati dall'intreccio delle tastiere e con ampi intermezzi strumentali caratterizzati da ritmi serrati. Come gruppo rock, peculiare (ma comunque non certo una novità) è anche la quasi assenza della chitarra, suonata soltanto nell'apertura della prima traccia.
Il disco compare tra i lavori selezionati nel libro "I 100 migliori dischi del Progressive italiano" uscito nel 2014 per Tsunami Edizioni.

## Tracce
Testi di Mauro Scogna, musiche di Alessio Feltri e Flavio Scogna.
Lato A
1. ...E verrà l'uomo – 7:00
2. Verso il sole – 6:34
3. Una storia fiabesca – 6:52

Lato B
1. Il rituale notturno – 7:12
2. I due amanti – 13:40

## Formazione
- Alessio Feltri - tastiere
- Riccardo Zegna - tastiere
- Graziano Zippo - voce
- Flavio Scogna - batteria, percussioni
- Gabliele Siri - basso

### Altri musicisti
- Vittorio De Scalzi - chitarre (brano: ...E verrà l'uomo)